# Збірна Об'єднаних корейців Японії з футболу
Збірна Об'єднаних корейців Японії з футболу  — об'єднана національна футбольна команда корейців, що проживають в Японії, не визнана асоціаціями ФІФА та УЄФА. Є членом федерації футбольних асоціацій невизнаних держав і територій КОНІФА.
Головним тренером команди є колишній північнокорейський футболіст Ан Йон Хак.